# المعجزة الاقتصادية اليونانية
المعجزة الاقتصادية اليونانية هي فترة النمو الاقتصادي المطرد في اليونان من 1950 إلى 1973. خلال هذه الفترة، نما الاقتصاد اليوناني بمعدل 7.7 ٪، والثاني في العالم بعد اليابان .                 

## خلفية
من 1941 إلى 1944، خلال الحرب العالمية الثانية، كان احتلال اليونان من قبل قوات المحور والقتال العنيف مع مجموعات المقاومة اليونانية آثارًا مدمرة غير مسبوقة على البنية التحتية والاقتصاد. القروض القسرية التي طالب بها نظام الاحتلال قللت بشدة الدراخما اليونانية. بعد انتهاء الحرب، كانت هناك حرب أهلية مريرة حتى عام 1949. بحلول عام 1950، تدهور الوضع النسبي للاقتصاد اليوناني بشكل كبير. انخفض دخل الفرد من حيث القوة الشرائية من 62 ٪ من فرنسا في عام 1938 إلى حوالي 40 ٪ في عام 1949. 

## النمو الاقتصادي

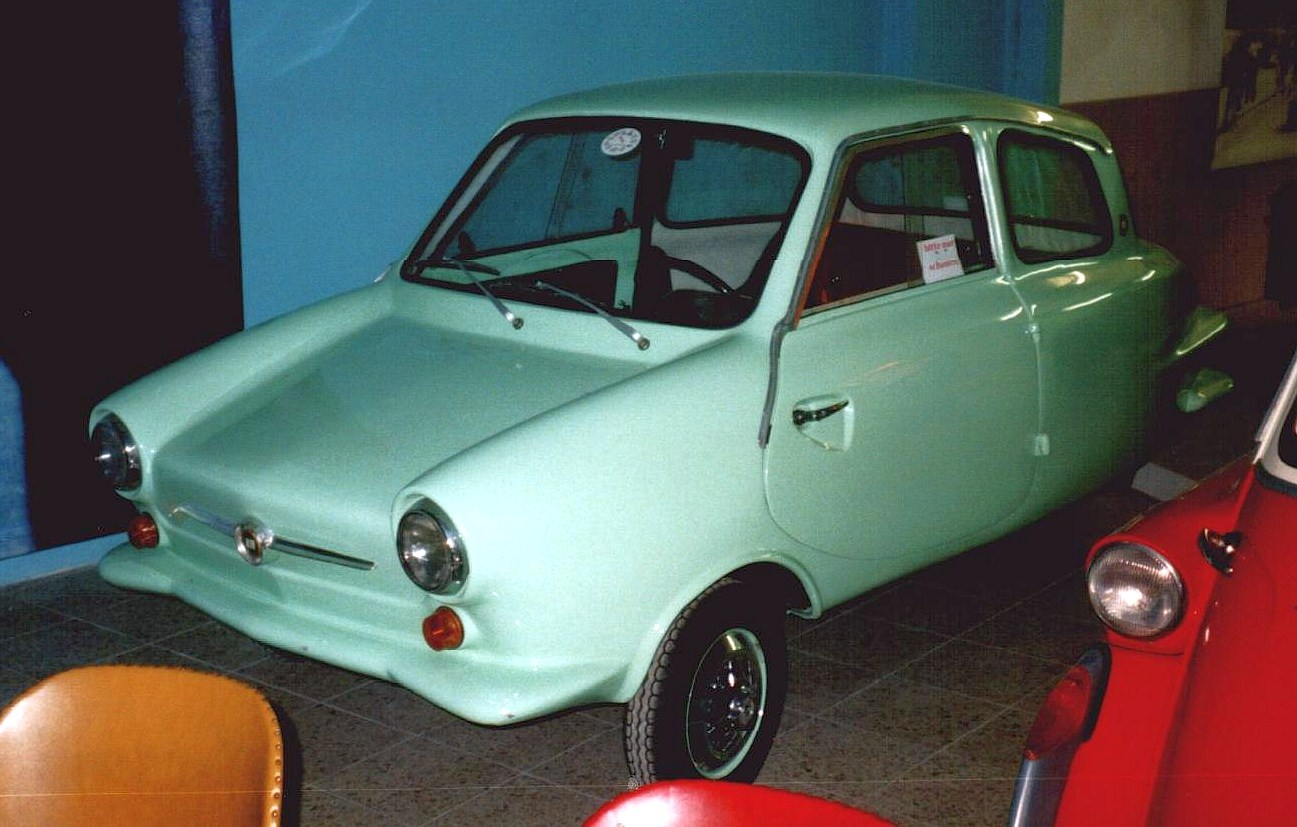
نمو صناعة السيارات في اليونان: سيارة Alta 1968 ودورها في الانتعاش الاقتصادي بعد الحرب

تم تسهيل الانتعاش السريع للاقتصاد اليوناني في أعقاب الحرب الأهلية اليونانية من خلال عدد من التدابير، خاصة في البلدان الأوروبية الأخرى، من خلال منح وقروض خطة مارشال. كما تضمنت انخفاضًا حادًا في الدراخما، وجذب الاستثمارات الأجنبية، والتطور الكبير في الصناعة الكيميائية، وتنمية السياحة وقطاع الخدمات بشكل عام ونشاط البناء الضخم المتصل بمشاريع البنية التحتية الضخمة وإعادة البناء في المدن اليونانية.  
كانت معدلات النمو في اليونان هي الأعلى خلال الخمسينيات، وغالبًا ما تتجاوز 10٪، وهي قريبة من معدلات نمو الاقتصاد الحديث. كما نما الإنتاج الصناعي سنويًا بنسبة 10٪ لعدة سنوات، معظمه في الستينيات. النمو في البداية وسع الفجوة الاقتصادية بين الأغنياء والفقراء، مما زاد من حدة الانقسامات السياسية. 
في المجموع، نما الناتج المحلي الإجمالي اليوناني لمدة 54 من 60 سنة بعد الحرب العالمية الثانية والحرب الأهلية اليونانية.  من عام 1950 حتى الأزمة الاقتصادية في عام 2008، باستثناء الركود الاقتصادي النسبي في الثمانينات، تفوقت اليونان على معظم الدول الأوروبية من حيث النمو الاقتصادي السنوي. 

## بعد
تم تسجيل انكماش الناتج المحلي الإجمالي الهامشي في الثمانينيات، على الرغم من أن هذه التوازنات كانت متوازنة جزئيًا مع تطور الاقتصاد اليوناني خلال تلك الفترة. بين أوائل سبعينيات وتسعينيات القرن العشرين، كان التضخم المكون من رقمين، والذي كان في كثير من الأحيان أقرب إلى 20 ٪ من 10 ٪، طبيعيا حتى تم تغيير السياسات النقدية للامتثال لمعايير الانضمام إلى منطقة اليورو . 

## صالة عرض

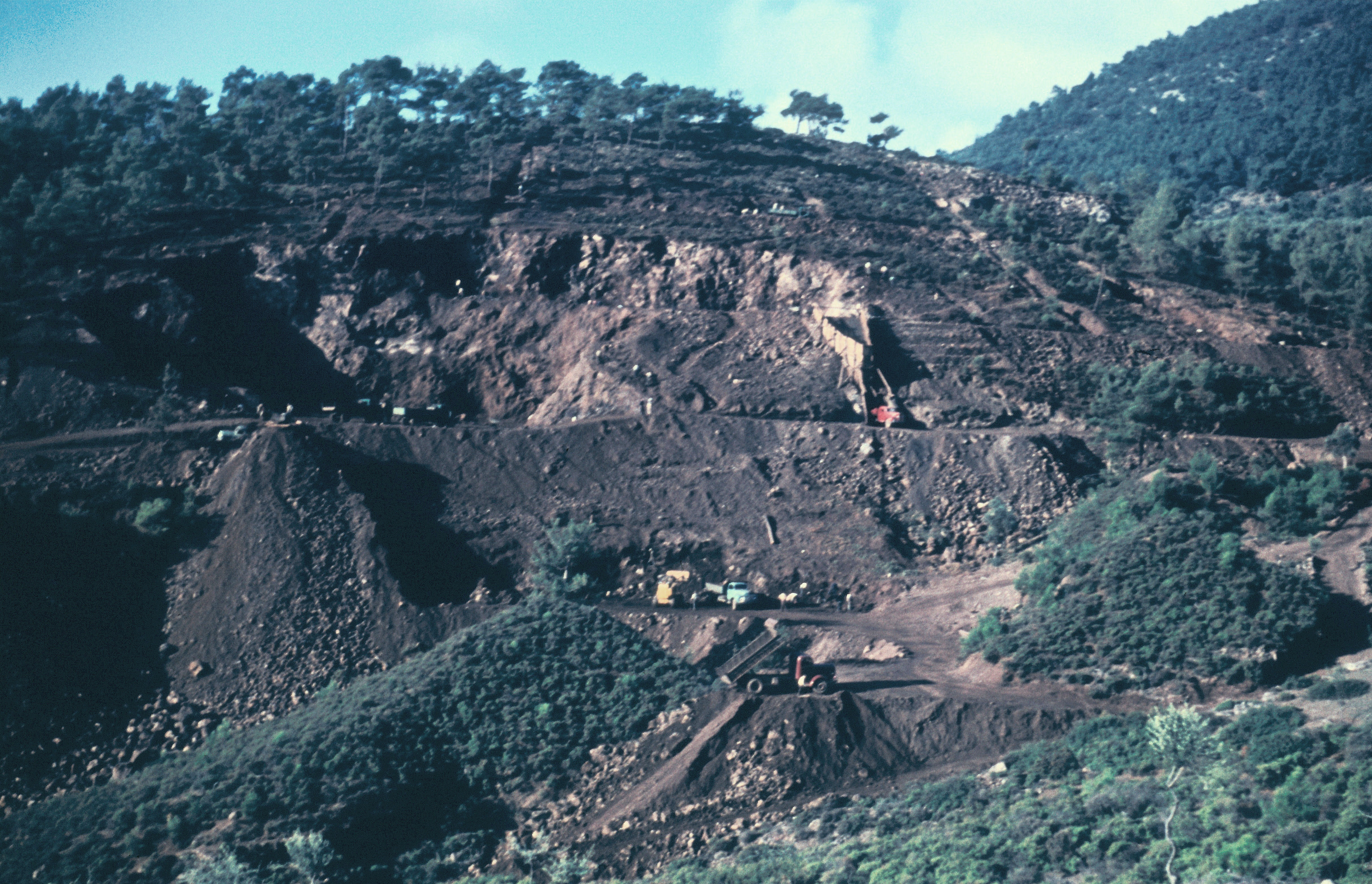
منجم خام الحديد في ثاسوس (1958)
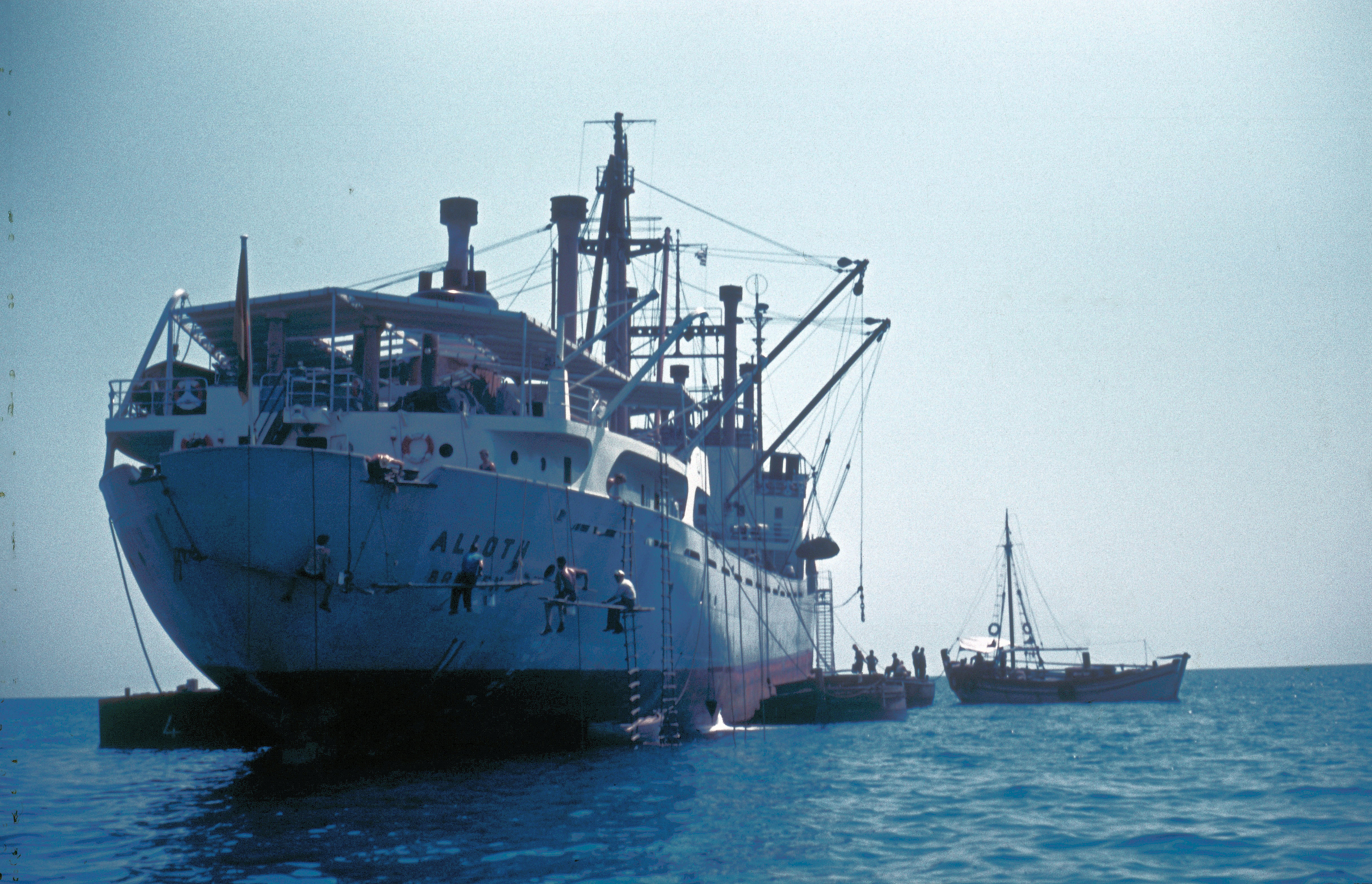
حمولة السفينة في ثاسوس خلال الخمسينيات
سيارة يونانية الصنع